# فرانکی (اسلحه‌سازی)
شرکت فرانکی (انگلیسی: Franchi) شرکت صنایع جنگ‌افزاری است، که در سال ۱۹۷۸ توسط لوئیجی فرانکی تأسیس شد.